# Valvestino
Valvestino este o comună în Provincia Brescia, Italia. În 2011 avea o populație de 213 de locuitori. Până în 1934 a aparținut de provincia autonomă Trento, care a aparținut până în 1918/1919 de Comitatul Princiar Tirol.

## Demografie
Valvestino - evoluția demografică

|  | Graficele sunt indisponibile din cauza unor probleme tehnice. Mai multe informații se găsesc la Phabricator și la wiki-ul MediaWiki. |

Date: Recensăminte sau birourile de statistică - grafică realizată de Wikipedia